# Покољ
Покољ, познат и као масакр (фр. massacre), јесте акт убијања већег броја људи неселективно и окрутно. Постоје и дефиниције које уносе претпоставку да су жртве покоља беспомоћне односно да нису у могућности да спрече покољ. О покољу се може говорити и када су жртве животиње, а не само људи.

## Познати покољи
- Покољ у Госпићу
- Покољ над Немцима у Чехословачкој у пролеће и лето 1945.
- Покољ у Крагујевцу
- Покољ у Пребиловцима
- Покољи у пљеваљском, фочанском и чајничком крају фебруара 1943.
- Покољ у Сребреници
- Покољ у Старом Броду и Милошевићима
- Покољ у Сурдулици
- Покољи Срба у глинском срезу